# 제시 워드
제시 워드(Jessie Ward, 1982년 2월 18일 ~ )는 미국의 배우, 텔레비전 배우, 영화배우이다.

## 영화
- 갓스피드 (2009년)
- 휴게소 2 - 뒤돌아 보지마 (2008년) - 마릴린 역
- 디자이어 (2006년)
- 위키드 위키드 게임즈 (2006년)